# Американска Самоа (национален парк)
Националният парк „Американска Самоа“ (на английски: National Park of American Samoa) е национален парк в САЩ. Намира се на територията на Американска Самоа на 3 отделни острова:Tutuila, Ofu-Olosega, Ta‘ū. Има коралов риф и е разположен на територия от 36 квадратни километра, от които 32,3 km2 суша и 10,3 km2 вода.
В парка живеят 3 вида прилепи и 20 вида морски птици. Сред растителния свят има много по-голямо разнообразие.
Паркът е обявен за национален парк от Конгреса на САЩ със закон 100 – 571 от 31 октомври 1988 година.
Поради специфичното си местоположение между екватора и Тропика на Козирога климатът му е тропически.